# Kowloon City
Kowloon City (traditionel kinesisk: 九龍城區, Pinyin: Jiulongcheng Qu) er et af Hongkongs 18 administrative distrikter. Distriktet er en del af halvøen Kowloon nord for Hongkong. Kowloon City opstod i 1982, da Hongkong blev inddelt i 18 administrative distrikter. 
Kowloon City har 381.352 indbyggere på et areal af 10km². 

## Eksterne kilder og henvisninger
1. ↑  Statoids - Districts of Hong Kong

- Officielt websted Arkiveret 27. september 2011 hos  Wayback Machine

- Wikimedia Commons har flere filer relateret til Kowloon City

22°19′42″N 114°11′30″Ø / 22.32833°N 114.19167°Ø